# Gorg metróállomás
Gorg egyike a Spanyolországban található barcelonai metró metróállomásainak.

## Metróvonalak
Az állomást az alábbi metróvonalak érintik:
- 2-es metróvonal
- 10-es metróvonal

## Kapcsolódó állomások
Az állomáshoz az alábbi állomások vannak a legközelebb:
- Sant Roc (Paral·lel, 2-es metróvonal)
- Pep Ventura (Badalona Pompeu Fabra, 2-es metróvonal)
- La Salut (Sagrera, 10-es metróvonal)